# Nepharis serraticollis
Nepharis serraticollis is een keversoort uit de familie spitshalskevers (Silvanidae). De wetenschappelijke naam van de soort werd in 1910 gepubliceerd door Arthur Mills Lea.